# Siedlung Volkspark
Die Siedlung Volkspark (auch: Englische Siedlung) ist eine Siedlung im Kölner Stadtteil Raderthal, erbaut in den Jahren 1949–1951.

## Lage

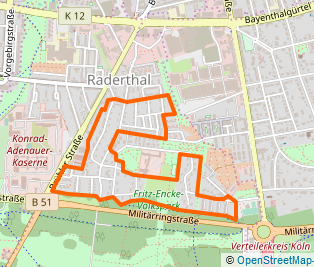
Lage der Siedlung Volkspark

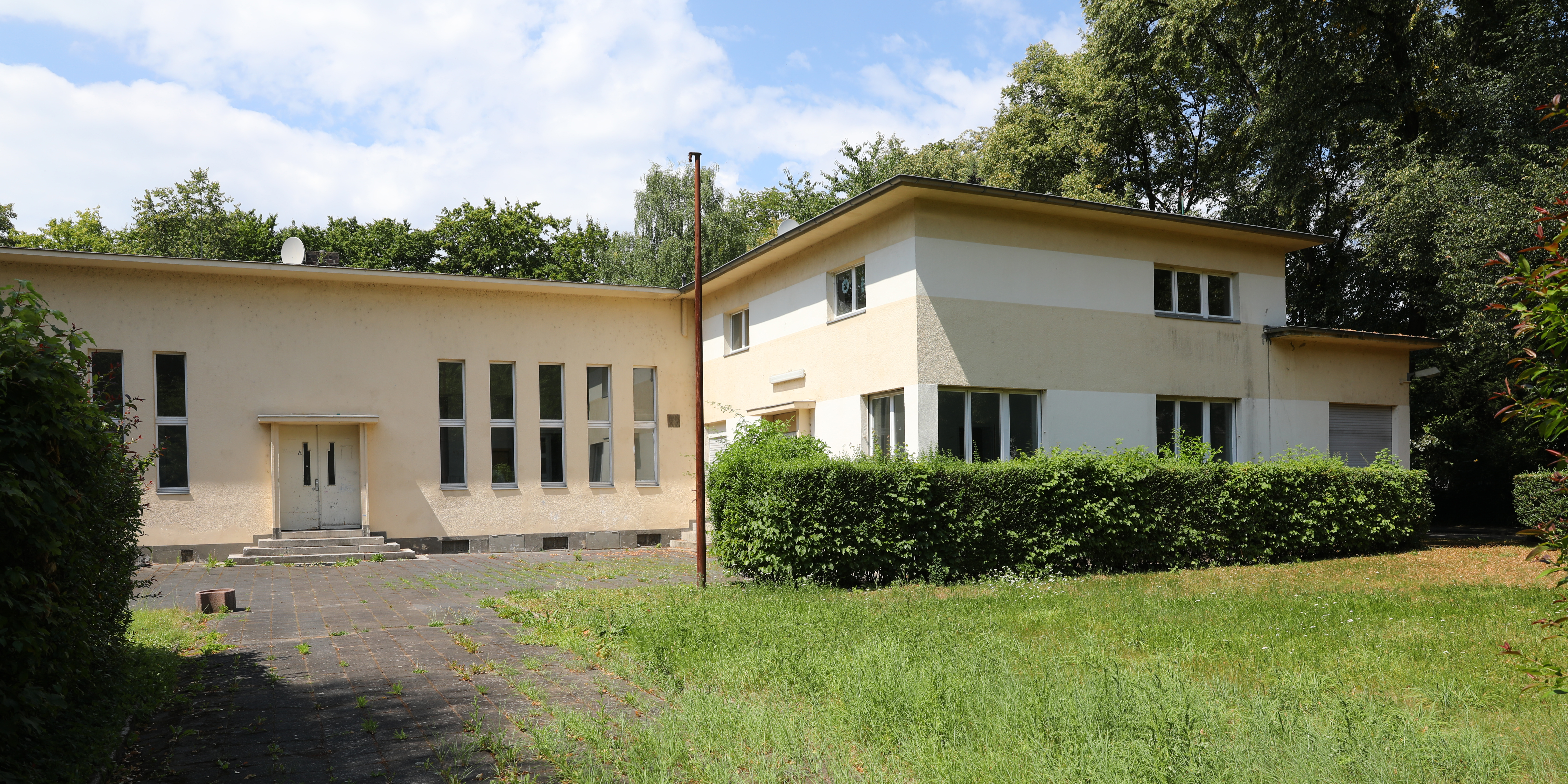
Ehemaliges WERAG-Sendehaus Hitzelerstraße, Teilansicht 2018

Die Siedlung liegt im Süden der Stadt Köln im äußeren Grüngürtel und integriert dessen alten Baumbestand. Sie wird im Süden von der Militärringstraße, im Westen von der Brühler Straße und im Norden von der Urfelder Straße begrenzt, nach Osten durch die übrige Bebauung Raderthals oder durch Grünflächen. Ein umfangreiches, weitgehend geschwungenes Straßen- und Fußwegenetz erschließt das Siedlungsgelände. Große Vorgärten mit Hecken trennen die Häuser von der Straße. Die Siedlung bezieht das schon 1927 errichtete, ehemalige Sendehaus der WERAG (später: WDR) mit ein.
Im Zentrum des Siedlungsgebiets lag der in den 1920er Jahren geschaffene Volkspark als von West nach Ost langgestrecktes Rechteck. Sein westlicher Teil wurde mit Einfamilienhäusern bebaut, dazwischen ein NAAFI-Shop; letzterer existiert nicht mehr. Der verbliebene Rest des Parks ließ die frühere Anlage nur noch in Ansätzen erkennen und geriet nahezu in Vergessenheit, wurde jedoch seit 2001 wiederhergestellt und 2002 zum Andenken an den Erbauer zahlreicher Kölner Grün- und Sportanlagen in Fritz-Encke-Volkspark umbenannt. Östlich des Parks schließen sich weitere Einfamilienhäuser sowie größere Wohneinheiten und eine Kirche an.

## Geschichte
Für die seit Juni 1945 in Köln stationierten britischen und belgischen Besatzer sowie deren nachgezogene Familienangehörige wurde Wohnraum zunächst requiriert, so etwa in den wenig zerstörten Stadtrandgebieten Marienburg und Junkersdorf. Später jedoch wurde die Siedlung Volkspark im Rahmen zweier Bauprogramme, des JOINT Program (1949/50) und des anschließenden ZECO Program (Zone Executive Coordinating Office, 1950/51) in einheitlicher Gestaltung neu errichtet.
Ihr Aufbau und Erscheinungsbild, aber auch Details der Häuser, z. B. offene Kamine, wurden von der britischen Besatzungsmacht vorgeschrieben. Die städtebauliche Planung lag bei öffentlichen Stellen des Landes Nordrhein-Westfalen und der Stadt Köln, der Arbeitsgemeinschaft Besatzungsbauten Köln sowie der GAG Köln; eine Reihe namhafter Kölner Architekten legten Typentwürfe vor.
1967 erhielt das Wohnhochhaus von Wilhelm Riphahn (s. u.) den Kölner Architekturpreis.
Seit 1995 steht die Siedlung Volkspark als Ganzes unter Denkmalschutz. Heute (2018) sind die meisten Einfamilienhäuser in Privatbesitz, Eigentümer des Hochhauses und der Zeilenbauten ist jedoch weiterhin der Bund, vertreten durch die Bundesanstalt für Immobilienaufgaben.

## Bebauung

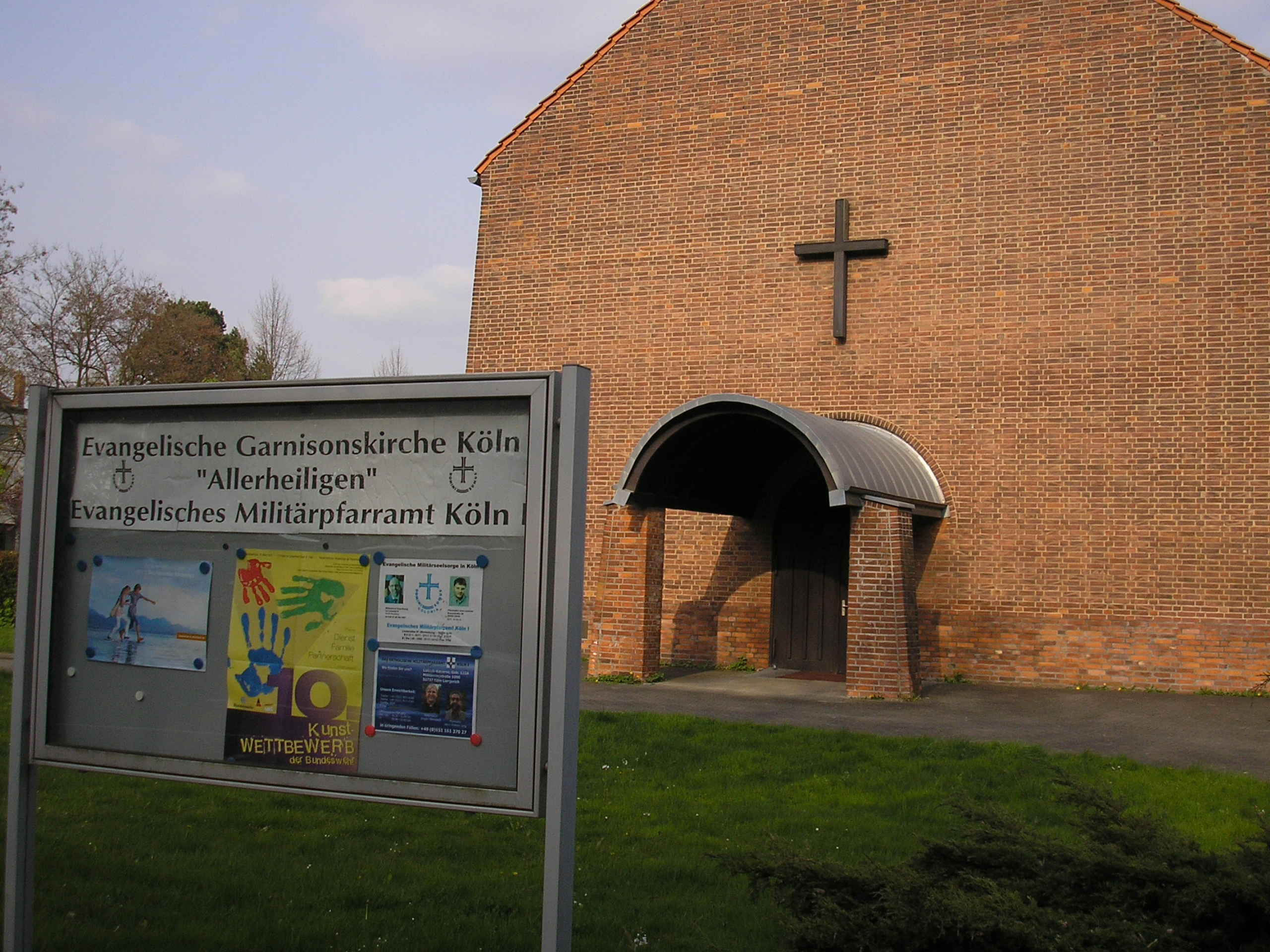
Evangelische Garnisonskirche Allerheiligen

Die Siedlung besteht zum einen aus 147 Einfamilienhäusern, villenartig freistehend oder aber als Reihen- oder Kettenhaus, wobei die Häuser im Inneren der Siedlung für Offiziere bestimmt waren (Haustypen III, IV und V; s. u.) und diejenigen in den Randbereichen für Unteroffiziere (VI und VII). Sie sind weitgehend einheitlich gestaltet, meist als zweigeschossige Putzbauten mit Satteldach.
Den Einfamilienhäusern stehen vier dreigeschossige, spiegelsymmetrische Zeilenbauten mit je 12 Wohnungen und ein siebenstöckiges Wohnhochhaus mit 73 Wohnungen gegenüber, die zusammen mit der Kirche „All Saints“ (Allerheiligen-Kirche) das östliche Ende der Siedlung bilden.
Die Baukosten der Siedlung Volkspark betrugen 1949 durchschnittlich 100.000 DM pro Wohneinheit, das Zehnfache im Vergleich zum sozialen Wohnungsbau der Zeit.
| Architekt(en)                     | Haustyp | Anzahl | Wohnfläche | Grundstücksfläche | Bauform | Beispiel |
| --------------------------------- | ------- | ------ | ---------- | ----------------- | --- | -------- |
| Fritz Schaller                    | III     | 14     | ca. 200 m² | ca. 2.400 m²      | Zweigeschossiges Einzelhaus mit Satteldach mit in die Dachneigung integriertem Gebäudeteil und Garage                                   |          |
| Fritz Schaller                    | IV      | 22     | ca. 160 m² | ca. 2.000 m²      | Gleiche Form wie Typ III, nur etwas kleiner                                                                                             |          |
| Hans J. Lohmeyer                  | III     | 14     | ca. 200 m² | ca. 2.400 m²      | Zweigeschossiges Einzelhaus mit Satteldach                                                                                              |          |
| Hans J. Lohmeyer                  | IV      | 22     | ca. 160 m² | ca. 2.000 m²      | Gleiche Form wie Typ III, nur etwas kleiner                                                                                             |          |
| Leonhard Schulze / Wilhelm Hesse  | V       | 46     | ca. 120 m² | ca. 1.600 m²      | Zweigeschossiges Einzelhaus mit Satteldach                                                                                              |          |
| Franz Leisten                     | V       | 46     | ca. 120 m² | ca. 1.600 m²      | Zweigeschossiges Einzelhaus mit Satteldach                                                                                              |          |
| Theodor Kelter                    | VI      | 10     | ca. 70 m²  | ca. 1.200 m²      | Zweigeschossiges Einzelhaus mit Satteldach                                                                                              |          |
| Theodor Kelter                    | VII     | 20     | ca. 60 m²  | ca. 800 m²        | Zweigeschossiges Einzelhaus mit Satteldach                                                                                              |          |
| Hans Schilling                    | V       | 46     | ca. 120 m² | ca. 1.600 m²      | Zweigeschossiges Einzelhaus mit Satteldach                                                                                              |          |
| Walter Köngeter, Alfons Leitl     |         |        |            |                   | Zweigeschossiges Reihenhaus mit Satteldach                                                                                              |          |
| Bernhard Hermkes / Rudolf Lodders |         | 4      |            |                   | Dreigeschossiger Zeilenbau mit ganz flachem, abgewalmten Satteldach; im Äußeren wie VI, unterscheidet sich hiervon nur durch Wohnfläche |          |
| Wilhelm Riphahn                   |         | 1      |            |                   | Siebengeschossiges Wohnhochhaus in Stahlskelettbauweise mit Flachdach                                                                   |          |

## Historische und städtebauliche Bedeutung
Die Siedlung Volkspark kann als Beispiel einer vorstädtischen Villensiedlung gelten, die dank einheitlicher Planung und gleichzeitiger Ausführung in ihrer geschlossenen baulichen Gestalt einmalig sein dürfte. Bei gleichen Gestaltungs- und Erscheinungsmerkmalen wurde ein zwar einheitliches, jedoch nie monotones Gesamtbild der Siedlung erreicht. So heben sich die Haustypen durch ein eigenständiges Gepräge voneinander ab, darunter besonders die von Schaller geplanten Typen durch ihre „leichte“ Architektur.
Historisch dokumentiert die Siedlung ein weites Spektrum der Architektur der 50er Jahre. Besonders hervorzuheben ist auch das von Riphahn geplante Wohnhochhaus, das trotz seiner Geschosszahl durch die nach Westen geöffnete Fassade nie den Eindruck von Starre aufkommen lässt.
Die städtebauliche Anlage der Siedlung ist auch heute noch hervorragend. Das verschwenderische Grün (öffentlich wie privat) und die Lage im Grüngürtel gehen auch weit über das für ein Villenviertel übliche Maß hinaus. Über Bonner und Brühler Straße ist die Siedlung gut an das Zentrum angebunden.